# Raffaele Delfino
Raffaele Delfino (Pescara, 12 marzo 1931 – Roma, 19 febbraio 2024) è stato un politico italiano.

## Biografia
Laureato in Farmacia, fu giornalista pubblicista iscritto all'Ordine professionale dal 1954 e magistrato della Corte dei Conti.
Militò nel MSI dal 1948. All'Università di Roma, con il Gruppo Caravella si impegnò nel Fronte universitario di azione nazionale, di cui divenne Vice Presidente. Fu eletto sei volte consigliere comunale di Pescara dal 1956 al 1980 e poi, nuovamente, nei primi anni del duemila. Fu anche consigliere provinciale a L'Aquila, eletto nel collegio di Sulmona. Fu eletto Deputato al Parlamento nella Circoscrizione dell’Abruzzo nella III, IV, V, VI, VII Legislatura dal 1958 al 1979.
Fu eletto per due volte Segretario di Presidenza della Camera dei Deputati.
La sua attività parlamentare con centinaia di discorsi, relazioni ed interventi è documentata in cinque volumi depositati e visionabili presso la Biblioteca Provinciale di Pescara.
Tutta la documentazione della sua attività politica in Italia e all'estero è ospitata e visionabile a Roma in un Fondo presso la sede della Fondazione Ugo Spirito e Renzo De Felice, presieduta dal prof. Giuseppe Parlato.
Fu autore dei volumi “Programmazione Corporativa”, “La Destra in Abruzzo”, “Prima di Fini” e del Saggio “D'Annunzio e la Poesia dello Stato”. Con Antonio Grilli e Luigi Mosillo diresse il mensile di politica e cultura “Critica Italiana” finalizzato al passaggio del MSI dalla nostalgia all'inserimento democratico.
Sul finire del 1976 fu tra i promotori della scissione del MSI, che diede vita a Democrazia Nazionale, valutata dagli storici (Giuseppe Parlato, Francesco Perfetti, Alessandro Campi) un'anticipazione di Alleanza Nazionale. Secondo la definizione di Alessandro Giuli su Il Foglio: “aennini impazienti”.
Con Democrazia Nazionale fu Presidente del Gruppo Parlamentare alla Camera dei Deputati e in seguito Segretario Generale. La conclusione anticipata della VII Legislatura registrò un forte dissenso interno, con le sue conseguenti dimissioni, l'iscrizione al Gruppo misto e la non partecipazione alle elezioni.
Successivamente fu Revisore dei Conti all'Enel e, per tre mandati consecutivi, nominato dall'IRI Presidente del Collegio Sindacale della RAI e della Sipra con attività ispettive in Italia e all'estero.
Ricevette il riconoscimento della Sezione Controllo Enti della Corte dei Conti per un recupero di ingenti fondi in favore dell'Ente Radiotelevisivo.
Fu anche Presidente in Abruzzo del Corecom, l'organo di consulenza, garanzia e vigilanza nel settore delle comunicazioni del Consiglio Regionale.
Alle elezioni politiche del 1994 si presentò indipendente al Senato con il simbolo di un delfino non risultando eletto.
Nominato Consigliere della Corte dei Conti, previo parere vincolante del Consiglio di Presidenza della Corte, svolse le sue funzioni a Roma, Torino e Ancona concludendole con il conferimento del titolo di Presidente di Sezione Onorario.

## Incarichi
- Componente della XIV COMMISSIONE (IGIENE E SANITÀ PUBBLICA) (III legislatura)
- Componente della V COMMISSIONE (BILANCIO E PARTECIPAZIONI STATALI) (IV, V, VI, VII legislatura)
- Componente della COMMISSIONE SPECIALE PER L'ESAME DELLA PROPOSTA DI LEGGE DELFINO N.2 "PIANO STRAORDINARIO PER FAVORIRE LA RINASCITA ECONOMICA E SOCIALE DELL'ABRUZZO - MOLISE" (IV legislatura)
- Componente della COMMISSIONE SPECIALE PER L'ESAME DEL DISEGNO DI LEGGE N. 1450 "BILANCIO DELLO STATO PER IL PERIODO 1 LUGLIO - 31 DICEMBRE 1964" (IV legislatura)
- Componente della COMMISSIONE SPECIALE PER L'ESAME DEL DISEGNO DI LEGGE N. 1686 "BILANCIO DI PREVISIONE DELLO STATO PER L'ANNO 1965" (IV legislatura)
- Componente della COMMISSIONE SPECIALE PER L'ESAME DEL DISEGNO DI LEGGE N. 2186 "CONVERSIONE IN LEGGE DEL DECRETO - LEGGE 15 MARZO 1965, N. 124, RECANTE INTERVENTI PER LA RIPRESA ECONOMICA NAZIONALE" (IV legislatura)
- Componente della COMMISSIONE SPECIALE PER L'ESAME DEI DECRETI LEGGE RELATIVI AGLI INTERVENTI ED ALLE PROVVIDENZE PER LE POPOLAZIONI E I TERRITORI COLPITI DALLE ALLUVIONI O MAREGGIATE DELL'AUTUNNO 1966 (IV legislatura)
- Componente del COMITATO PARLAMENTARE DI STUDIO SUL PROBLEMA DELLE ACQUE IN ITALIA (V legislatura)
- Componente della GIUNTA DELLE ELEZIONI (VI legislatura)
- Componente della COMMISSIONE SPECIALE PER L'ESAME DEL DISEGNO DI LEGGE DI CONVERSIONE DEL DECRETO LEGGE CONCERNENTE MODIFICHE E INTEGRAZIONI IN MATERIA DI RIFORMA TRIBUTARIA (VI legislatura)
- Componente della COMMISSIONE PARLAMENTARE PER L'ESERCIZIO DEI POTERI DI CONTROLLO SULLA PROGRAMMAZIONE E SULL'ATTUAZIONE DEGLI INTERVENTI ORDINARI E STRAORDINARI NEL MEZZOGIORNO (VI legislatura)
- Componente della COMMISSIONE PARLAMENTARE PER L'INDIRIZZO GENERALE E LA VIGILANZA DEI SERVIZI RADIOTELEVISIVI (VI, VII legislatura)
- Componente della GIUNTA PROVVISORIA DELLE ELEZIONI (VII legislatura)
- Componente della COMMISSIONE PARLAMENTARE PER LA RISTRUTTURAZIONE E RICONVERSIONE INDUSTRIALE E PER I PROGRAMMI DELLE PARTECIPAZIONI STATALI (VII legislatura)

## Opere
- D'Annunzio e la Poesia dello Stato (Pescara, Arte Stampa, 1963)
- Programmazione Corporativa (Roma, Volpe, 1967)
- Il voto ai diciottenni: una speranza per la Nazione (Roma, 1975)
- Prima di Fini (Bastogi, 2004)
- La Destra in Abruzzo (Textus, 2011)